# Guido Paci
Guido Paci (Servigliano, 17 december 1949 - Monza, 10 april 1983) was een Italiaans motorcoureur.
Guido Paci was van beroep jachtvlieger bij de Italiaanse luchtmacht. In het begin van de jaren zeventig begon hij met motorfietsen te racen. 

## Carrière
In het voorjaar van 1976 startte hij met een Honda CB 500 Four bij de beginnelingen. Hij promoveerde naar de juniorencategorie en werd in 1979 Italiaans kampioen. In 1980 was hij seniorrijder en startte hij in de GP des Nations, waar hij als dertiende finishte.
In het seizoen 1981 reed hij meer WK-races. Hij was meteen een van de meest opvallende coureurs, zijn wit/roze Yamaha TZ 500, eveneens wit/roze raceoverall en zijn kaalgeschoren hoofd leverden hem twee bijnamen op: "Pink Panther" en "Kojak". Hij begon - ondanks zijn niet erg competatieve machine - meteen punten te scoren en zijn beste klasseringen waren zesde plaatsen in de GP des Nations en de GP van San Marino. Kenny Roberts zei toen over hem: "Laten we hopen dat hij geen fabrieksmateriaal krijgt, anders gaat hij ons allemaal pijn doen…".
Voor het seizoen 1983 kreeg Paci via Honda Italia net als Maurizio Massimiani de beschikking over de nieuwe Honda RS 500 R productieracer. Hij werd achtste in de Franse GP, waar hij getuige was van het dodelijke ongeval van Michel Frutschi. 

## Overlijden
Een week na de Franse Grand Prix werd de 200 Mijl van Imola gereden. In de eerste manche viel Paci uit met een kapotte versnellingsbak. In de vijfde ronde van de tweede manche lag hij op de vijfde plaats toen hij in de Curva Villeneuve ten val kwam. Hij raakte een betonnen muur, die weliswaar was afgedekt met strobalen, maar die waren niet bestand tegen de hoge snelheid. Guido Paci werd meteen naar de mobiele kliniek van dr. Claudio Costa gebracht, maar hij overleed door ernstige verwondingen aan het hoofd en de borst.
Guido Paci werd begraven in zijn geboorteplaats Servigliano. Daar wordt nog elk jaar de "Memorial Guido Paci" georganiseerd, een race met vooral klassieke motoren waar meestal enkele prominenten uit het verleden aan deelnemen.

## Wereldkampioenschap wegrace resultaten
| Jaar | Klasse | Team  | Motorfiets     | 1       | 2      | 3      | 4      | 5       | 6     | 7     | 8      | 9      | 10    | 11     | 12      | 13      | 14     | Punten | Plaats | Overwinningen |
| ---- | ------ | ----- | -------------- | ------- | ------ | ------ | ------ | ------- | ----- | ----- | ------ | ------ | ----- | ------ | ------- | ------- | ------ | ------ | ------ | ------------- |
| 1980 | 500 cc | Privé | Suzuk RG 500   |         |        | NAT 13 | SPA -  | FRA -   |       | NED - | BEL -  |        | FIN - | GBR -  |         | DUI -   |        | 0      | -      | 0             |
| 1981 | 500 cc | Privé | Yamaha TZ 500  |         | OOS -  | DUI -  | NAT 6  | FRA -   |       | JOE 9 | NED 9  | BEL 12 | SMR 6 | GBR 13 | FIN DNF | ZWE DNF |        | 14     | 11e    | 0             |
| 1982 | 500 cc | Privé | Yamaha TZ 500  | ARG -   | OOS 11 | FRA 6  | SPA 10 | NAT DNF | NED - | BEL - | JOE 18 | GBR 26 | ZWE - |        |         | SMR 10  | DUI 12 | 7      | 20e    | 0             |
| 1983 | 500 cc | Privé | Honda RS 500 R | ZAF DNF | FRA 8  |        |        |         |       |       |        |        |       |        |         |         |        | 3      | 16e    | 0             |